# Université préfectorale de Shizuoka
L'université préfectorale de Shizuoka (静岡県立大学, Shizuoka Kenritsu Daigaku), est une université publique située dans la ville de Shizuoka au Japon.